# Cessna 177

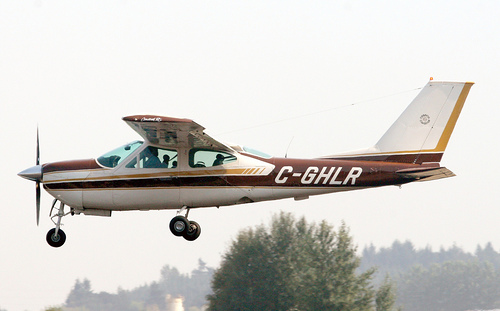
Cessna 177RG

Cessna 177 – lekki samolot turystyczny amerykańskiej firmy Cessna.
Pierwszy lot odbył się w 1967. Samolot był produkowany w latach 1968–1978. Nowy samolot w 1976 kosztował 27 250 dolarów USD. Zaprojektowany jako następca Cessny 172. Cessna 177 zabierała na pokład 4 osoby; mogła ją pilotować 1 osoba. Prędkość przelotowa wynosiła 230 km/h, a maksymalna prędkość – 250 km/h. Samolot nie zdobył zbyt wielkiej popularności.

## Warianty

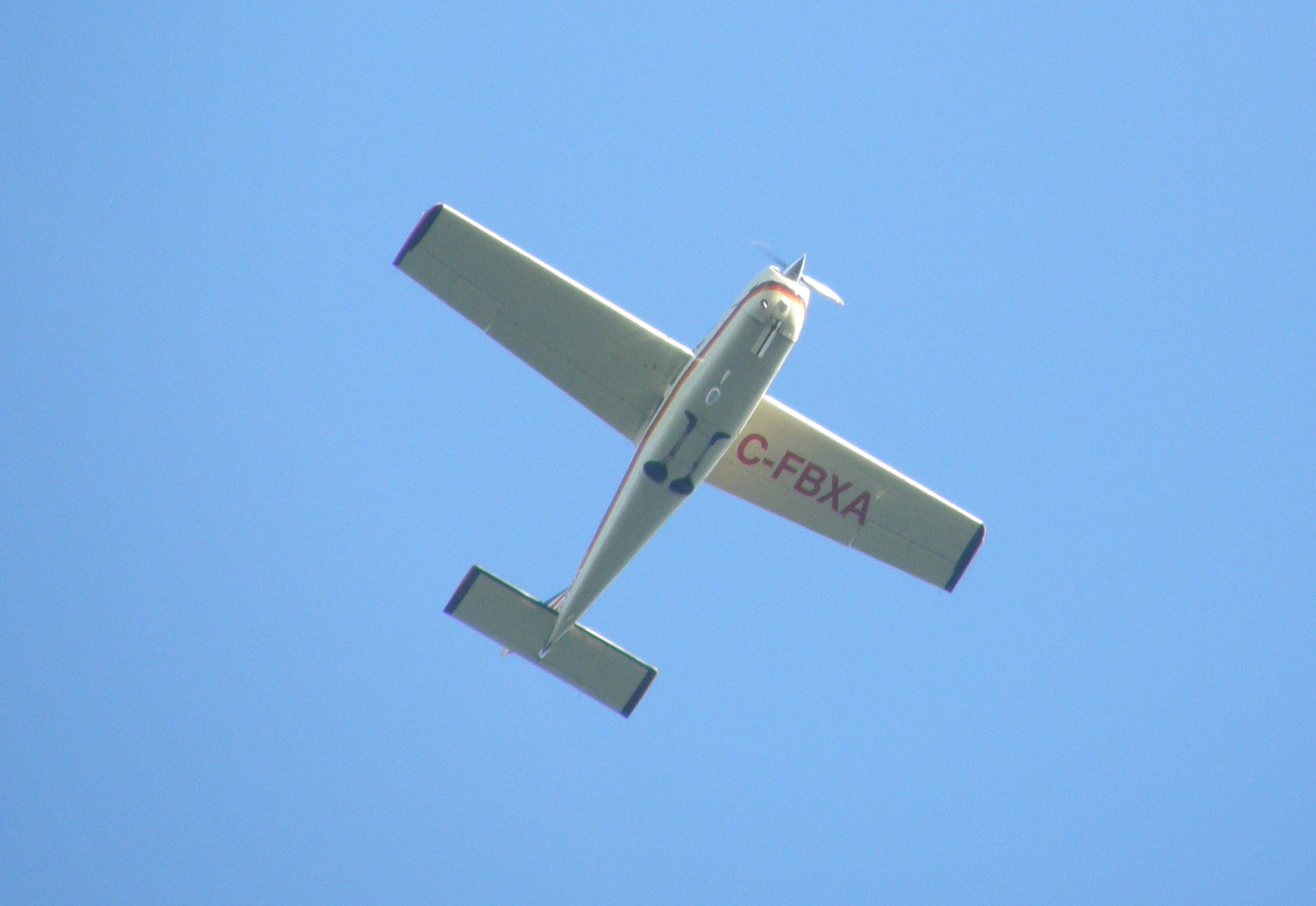
Cessna 177RG w locie, ze schowanym podwoziem

W ciągu produkcji powstały łącznie cztery wersje modelu 177 w tym jeden z chowanym podwoziem (177RG).
| Nazwa             | Silnik               | Moc                   | Rodzaj paliwa        | Masa w kat. Normalnej | Masa w kat. Użytkowej | Data certyfikacji |
| ----------------- | -------------------- | --------------------- | -------------------- | --------------------- | --------------------- | ----------------- |
| 177 Cardinal      | Lycoming O-320-E2D   | 150 KM przy 2700 obr. | AVGAS 80/87          | 1066 kg               | 998 kg                | 16 lutego 1967    |
| 177A Cardinal     | Lycoming O-360-A2F   | 180 KM przy 2700 obr. | AVGAS 100/130        | 1134 kg               | 998 kg                | 22 czerwca 1968   |
| 177B Cardinal     | Lycoming O-360-A1F6  | 180 KM przy 2700 obr. | AVGAS 100/130, 100LL | 1134 kg               | 998 kg                | 28 lipca 1969     |
| 177RG Cardinal RG | Lycoming IO-360-A1B6 | 200 KM przy 2700 obr. | AVGAS 100/130, 100LL | 1270 kg               | –                     | 11 sierpnia 1970  |